# Vișeu de Jos
Vișeu de Jos es una comuna ubicada en el distrito de Maramureș, Rumania.

## Superficie
Cuenta con una superficie de 56,0 kilómetros cuadrados.

## Demografía
Hasta 2021 la población era de 5212 habitantes, con una densidad de población de 93,07 habitantes por kilómetro cuadrado.
| Gráfica de evolución demográfica de Vișeu de Jos entre 1992 y 2021                   |
|                                                                                      |
| Datos según City Population y Population statistics of Eastern Europe & former USSR. |